# Akutagawa Ryunosuke
Det här är en artikel om en person med japanskt personnamn; Akutagawa är familjenamnet.
Akutagawa Ryunosuke (japanska: 芥川龍之介?, Akutagawa Ryūnosuke), född den 1 mars 1892, död den 24 juli 1927, var en japansk poet och författare, kallad ”den japanska novellens fader”. 
Akutagawa skrev inga fullängdsromaner, utan förlitade sig i stället på novellen som uttrycksmedel. Under sitt korta liv skrev han över 150 noveller, däribland även Näsan, Kappa och Rashōmon. Det var från den senare, som regissören Akira Kurosawa hämtade titeln (svensk undertitel Demonernas port) och miljön till den film (1950), med vilken japansk film fick sitt genombrott i västerlandet.

## Levnad
Akutagawa föddes i Tokyo, som son till en mjölkutkörare, Niihara Toshizō. Hans mor, Niihara Fuku, blev sinnessjuk kort tid efter sonens födelse. Denne blev adopterad och uppfostrad av sin morbror, Akutagawa Dosho, som gav honom familjenamnet.
Medan han fortfarande var student önskade han gifta sig med barndomsvännen Yoshida Yayoi, men detta godtogs inte av hans adoptivfamilj. 1916 ordnades i stället en arrangerad förlovning med Tsukamoto Aya, som han gifte sig med 1918. Paret fick tre barn: Akutagawa Hiroshi (1920–1981) berömd skådespelare, Akutagawa Takashi (1922–1945) död i kriget och Akutagawa Yasushi (1925–1989) berömd kompositör.
Mot slutet av sitt liv led han av hallucinationer och nervösa besvär.  1927 misslyckades han först ta sitt liv tillsammans med en av sin frus vänner, men genomförde något senare självmordet genom att ta en överdos veronal, som poeten Saitō Mokichi försett honom med. Hans avskedsord var 　ぼんやりとした不安 (Bonyari to shita fuan, ”utsuddad oro”).

## Litterär bana
Akutagawas litterära bana började efter inträdet på Tokyo universitet 1913, där han läste engelsk litteratur. Han försörjde sig med att undervisa i engelska och ge ut en tidskrift. Hans första novell Rashōmon, publicerades  (1914). Den gav honom lovord och uppmuntran från Natsume Sōseki, vilket fick honom att sätta igång med Hana (Näsan). Under denna tid började han även skriva haiku under haigo (pseudonym) "Gaki".
1921 tillbringade han fyra månader i Kina som reporter för Osaka Mainichi Shinbun. Resan var ansträngande och han drabbades av olika sjukdomar, från vilka han aldrig återfick hälsan. Strax efter sin återkomst publicerade han sin mest kända berättelse, Yabu no Naka (1921), som tecknar det moraliska och bevismässiga dilemma som blev Kurosawas filmmanus till Demonernas port.
Till hans minne inrättade 1935 hans vän Kikuchi Kan Akutagawa-priset, Japans mest prestigefyllda litterära utmärkelse.

## Verk i urval
- 老年 (Rōnen) 1914
- 羅生門 (Rashōmon) – Rashōmon 1915
- 鼻 (Hana) – Näsan 1916
- 芋粥 (Imogayu) – Yam Gruel 1916
- 煙草と悪魔 (Tabako to Akuma) 1916
- 戯作三昧 (Gesakuzanmai) 1917
- 蜘蛛の糸 (Kumo no Ito) – Spindelväven 1918
- 地獄変 (Jigokuhen) – Hell Screen 1918
- 邪宗門 (Jashūmon) 1918
- 魔術 (Majutsu) 1919
- 秋 (Aki) 1920 - Orientalisk höst
- 南京の基督 (Nankin no Kirisuto) – Kristus i Nanking 1920
- 杜子春 (Toshishun) – Tu Tze-chun 1920
- アグニの神 (Aguni no Kami) 1920
- 藪の中 (Yabu no Naka) – In a Grove 1921, intrigen till Demonernas port
- トロッコ (Torokko) 1922
- 玄鶴山房 (Genkakusanbō) 1927
- 侏儒の言葉 (Shuju no Kotoba) 1927
- 文芸的な、あまりに文芸的な (Bungeiteki na, amarini Bungeiteki na) 1927
- 河童 (Kappa) – Kappa 1927
- 歯車 (Haguruma) – Kugghjul 1927
- 或る阿呆の一生 (Aru Ahō no Isshō) – A Fool's Life 1927
- 西方の人 (Seihō no Hito) – Mannen från väst 1927

## Verk översatta till engelska
- Tales grotesque and curious, 1938 (translated by Glenn W. Shaw)
- Kappa, 1949 (translated from the Japanese by Seiichi Shiojiri)
- Kappa: a novel, 1970 (translated from the Japanese by Geoffrey Bownas)
- Rashomon, and other stories, 1954 (transl. by Takashi Kojima)
- Rashomon, and other stories, 1964 (Transl. by Glenn W. Shaw)